# Rżewka (rejon rowieński)
Rżewka (ros. Ржевка) – wieś w Rosji, w obwodzie biełgorodzkim, w rejonie rowieńskim. W 2010 liczyła 589 mieszkańców.